# 자가발전설비
자가발전설비는 상용전원이 정전되었을 때 비상전원 또는 예비전원으로 전기를 공급하기 위해 설치하는 비상발전기와 부대설비를 말한다. 상용전원의 정전은 전기사업자가 전기를 공급하는 건축물 외부의 전력선로 등의 고장에 의한 경우와 건축물 내부의 전력설비 고장에 의해 발생된다. 또한 화재 시에는 선로의 단락으로 정전되거나 소방대의 주수 소화활동을 위한 상용전원 차단에 의해 정전되고 소방시설용의 비상전원이 공급된다. 주로 비상발전기는 일정 규모 이상의 건축물에는 소방관련 법령에 의해 의무적으로 설치하며, 법적인 사항 이외에도 사용자의 편의나 생산성 유지를 위해 설치한다. 
소방전원 보존 제어장치를 적용하는 경우 이 발전기를 소방전원보존형발전기로 칭하기도 한다. 자가발전설비 가운데 화재시 부하와 정전시 부하의 겸용의 발전기로서 용량 산정시 두 부하 중 더 큰 한쪽 부하의 입력용량기준으로 정격출력용량을 적용하는 비상용발전기이다. 따라서 단일 용량으로 소방부하 및 비상부하 양쪽 용도에 기능적인 만족을 제공하는 저용량 저비용의 경제적인 발전기 시스템이다.

## 비상발전기 미작동의 문제점
비상발전기는 정전시 또는 정전 및 화재시에 자동으로 비상전원을 공급하여 건축물의 비상시설과 소방시설 작동이 가능하게 하는 중요시설이다.
기존에 소방부하와 비상부하를 겸용할 경우 합산부하용량을 기준으로 정격출력용량을 산정하여야 한다. 그런데 대부분의 경우 아무런 방비책이 없이 한쪽 부하용량을 기준으로 하여 정격출력용량을 산정하여 왔다.
이 경우 정전시에는 문제가 없지만 화재 및 정전 시에는 용량부족으로 비상전원 공급이 차단되어 재난 상황을 초래하게 된다.
이러한 문제점을 해결하기 위해 한쪽 부하 용량으로 정격출력용량을 산정하여 소방안전을 확보하고 사용에 지장이 없도록 개발된 제품이 소방전원보존형발전기이다.
비상전원의 결함의 주요 원인은 첫째, 관리 소홀, 둘째, 구조적인 용량 부족에 기인되는 것이다. 용량 부족은 시공비 절감을 위해 적은 용량으로 시공하면서 소방전원보존형발전기를 적용하지 않았을 때 발생된다.
이러한 문제점은 화재시 소방시설 작동 불능을 초래하여 인명 손실과 직결될 수 있다.
실제로 2008년 소방방재청 통계에 의하면 소방시설 미작동 등에 의한 사고 건수는 1,007건이고, 사망 53명, 부상 95명의 손실을 초래한 사례도 있다. 수계소화설비의 미작동 원인은 다음 두 가지 중의 하나이다. 첫째, 소방펌프의 고장, 둘째, 비상발전기 고장 등에 의한 미작동 또한 2011년 9월 15일 전국 순환 정전시에는 비상용 승강기 및 승용 승강기(10층 이상 아파트는 겸용)에 승객이 갇힌 사건수가 1,902건, 인명구조 수는 2,901으로 보고되었는데, 비상발전기가 정상 작동되었으면 그런 사고를 예방할 수 있었다.

## 소방전원보존형발전기의 구비 조건
소방전원보존형발전기는 소방용과 비상용 겸용의 발전기로서 용량 부족에 의한 문제점에 대한 해결책으로서 적은 용량에서도 과부하 방지를 위해 개발된 발전기다.
발전기의 구비조건은 정전 및 화재 시에는 소방부하 및 비상부하에 비상전원이 자동으로 동시 공급되고, 주전원 선로의 전류값을 계측하여 소방부하 증가로 발전기가 과부하가 될 수 있는 정격출력으로 설정된 전류 값에 도달되면 제어기기에 의해 즉시 소방부하 이외의 비상부하를 일괄 또는 순차 제어함으로써 비상부하용 차단기가 차단되기 전에는 주전원 차단기가 차단되지 않게 하여 소방부하에 비상전원의 연속 공급을 보장하는 발전기이다.

## 소방 관련 법령에 의한 설치기준
스프링클러설비의 화재안전기준(소방방재청 고시 제 2011-27호(2011.11.24))에 의해 소방부하 및 비상부하 겸용으로 사용되는 비상발전기로서는 과부하 위험 조건 방지를 위해 소방전원보존형발전기 또는 소방부하겸용발전기를 선택 적용하도록 규정되었다.
해당 법령에 의한 이 고시가 있기 전까지는 2011.10.1일자 소방방재청의 "비상발전기 및 제연설비 운영지침"에 의해 용량 부족 조건 방지를 도모하였던 바 있으나, 현장 적용에는 한계가 있었다.
비상부하의 경우 수용률을 임의 오적용하거나 계산 누락에 의해 용량 부족 조건이 되어도 그 오류를 발견하기 쉽지 않았기에 소방안전 확보에 어려움이 있었다. 이 고시에 의해 수용률 오적용 부분이 해소됨으로써 발전기의 정격출력용량 적용이 명확하게 되어 과부하 조건 발생을 예방할 수 있게 되었다. 일반건축물에서 소방부하겸용발전기를 적용할 경우 소방전원보존형발전기 대비 약 2배의 고용량, 고비용이므로 건축주 뿐만 아니라 국가적인 심각한 자원낭비가 초래된다. 비상발전기 설치 시 안전성과 경제성을 동시에 제공하는 소방전원보존형발전기 채용으로서 부담을 줄일 수 있게 되었다. 일반건축물에서는 소방전원보존형발전기는 소방부하겸용발전기 대비 40~50%의 용량과 시공비용으로 설치된다. 즉, 절반의 용량으로 적용되는 것이다. 일반 건축물이란 플랜트설비가 아닌 건축물로서 사무실, 호텔, 공동주택, 오피스텔, 주상복합상가, 상가, 마트, 백화점, 지식산업단지 등을 말한다. 플랜트의 경우에는 소방부하용량이 비상부하용량에 비해 상대적으로 적으므로 그러한 효과가 거의 없거나 매우 적은 편이어서 대부분 적용대상이 아니다.

## 소방용 자가발전설비에 연결된 부하는 수용률 적용이 없음
소방 및 일반부하 겸용발전기는 화재시를 고려하여 수용률 1.0을 적용해야 한다. 즉, 수용률을 적용하지 않는다. 최근 개정된 국가건설기준(KDS 31 60 20. 2021.6.30.)에서도 수용률은 적용되지 않는다.  상용전원이 공급되는 일반부하는 수용률 적용이 가능하나 비상전원이 공급되는 화재시 부하와 일반부하 중 가장 중요한 부하인 비 화재 정전시 부하는 모두 운전될 수 있는 부하이기 때문이다.     

## 기존 발전기와의 차이점 및 제품 공신력
일반적인 전력부하제어기는 기존에도 있었으나 한쪽 부하만 적용하여 ‘소방 및 비상 겸용 발전기’의 문제 해결을 위해 소방전원 보호를 위한 구분 작동 및 작동 내용의 표시장치를 소방용 비상발전기에 적용한 것이 새로운 기술이다.
제안된‘소방전원보존형발전기’의 기술은 2011년의 제3회 대한민국소방산업대상, (사)한국화재소방학회의 기술상 및 개발자와 소속법인에 소방방재청의 청장상을 각각 수여한 것에 의해 공신력이 확보되었다. 이 외에도 한국기술사회의 올해의 자랑스러운 기술사상을 수상하였다.
제안된 방법은 기존의 ‘소방부하겸용 발전기’에 비해 거의 절반에 가까운 부담으로 설치가 용이하다는 이점이 있다. 기존 건물에 설치된 발전기의 결함 요소 해결에도 기여할 수 있게 되어 비상전원 안전 조건 확보의 길이 열리게 되었다. 기존 건축물에 대한 결함 해소를 통한 소방안전 확보는 주무 당국에서 계도하는 방향으로 정책적인 개선이 필요하다.

## 소방전원보존형발전기 적용 방법
자가발전설비로서 소방전용발전기와 소방부하겸용발전기 또는 소방전원보존형발전기 중에서 선택하여 적용할 수 있게 되어 있다.
다만, 이의 적용 시 발전기 시험성적서 및 소방전원보존형 발전기 제어장치에 대한 한국전기연구원 또는 한국전기안전공사의 성능시험성적서를 첨부하되 소방전원 보존 작동과 그 작동상태의 표시 성능 및 기종의 명칭이 표기된 것이어야 한다. 이는 성능이 불분명한 제품이나 위법 제품이 통용되어 소방안전을 저해하는 것을 예방하기 위한 것이다.
모든 제품의 적용 원칙은 안전성과 경제성을 충족하는 것이다. 비상발전기 중에 이 두 가지를 충족하는 기종은 소방전원보존형 발전기이다. 이를 적용할 경우 발전기 제조업자는 소방전원보존형발전기의 제어장치를 공급자로부터 구입하여 이를 적용하기만 하면 된다.
이 경우 정상적인 제품을 적용하는 것이 중요하다. 소방 관련 제품은 준공 전에는 건축물 인허가에 중대한 영향을 미칠 수 있고, 부적격 제품 구입시 존공 이후에 적발되면 특허법 위반으로 가압류 조치나 민형사상 제소를 당할 수 있다. 형사적인 문제는 발전기 제조업체에서 건축주를 대신하여 책임질 수 있는 사항이 아니다. 그러므로 단순히 발전기 시공비의 차이가 문제가 아니라, 준공이 무기 연기될 수 있어서 심각한 애로를 겪을 수 있다. 결함이 노출되지 않고 준공되었다 하더라도 준공 이후 철거 조치 및 법적 제재를 당할 수 있으므로 반드시 해당 특허를 적용한 성능시험성적서로 적격성 여부를 확인할 것이 요구된다.

## 같이 보기
- 발전
- 전동기